# Erik Brydolf
Erik Brydolf, född 27 november 1864 i Hemse församling, Gotlands län, död 26 september 1939 i Kristinehamn, var en svensk läkare. Han var son till Gustaf Sigfrid Brydolf, gift med Märtha Brydolf och far till Owe Brydolf.
Brydolf blev student vid Uppsala universitet 1884, medicine kandidat vid Karolinska institutet i Stockholm 1890 och medicine licentiat där 1896. Han var praktiserande läkare i Kristinehamn från 1897, t.f. andre stadsläkare där 1900–1901 och ordinarie 1901–1906 samt förste stadsläkare där från 1906. Han var skolläkare vid Kristinehamns realskola från 1907–1931, vid högre allmänna läroverket där från 1931 och vid Kristinehamns kommunala flickskola från 1932. Han var dispensärläkare vid Kristinehamns stadsdispensär från 1920.
Brydolf var ordförande i stadsfullmäktige i Kristinehamn 1911–1930 och i hälsovårdsnämnden från 1911 samt ledamot av barnavårdsnämnden från 1930. Han var inspektor vid Kristinehamns elementarläroverk för flickor 1916–1926 och vice ordförande i folkskolestyrelsen 1913–1916.
Doktor Brydolfs gata i Kristinehamn är uppkallad efter Erik Brydolf. Han är begravd på Gamla kyrkogården i Kristinehamn.